# José Antonio Rosado
José Antonio Rosado De la Vega (Puerto Real, Cádiz, España, 22 de febrero de 1953) es un exfutbolista español que se desempeñaba como defensa.

## Clubes
| Club        | País   | Año       |
| ----------- | ------ | --------- |
| Cádiz C. F. | España | 1976-1982 |